# Erbio
L'erbio è l'elemento chimico di numero atomico 68 e il suo simbolo è Er.
È un elemento delle terre rare e ha un aspetto argenteo metallico; si trova associato con altri lantanoidi principalmente nel minerale gadolinite, i cui principali giacimenti sono localizzati a Ytterby, in Svezia.

## Caratteristiche
L'erbio è un metallo malleabile, tenero, abbastanza stabile all'aria; resiste all'ossidazione più di altri elementi della serie dei lantanoidi. Dal punto di vista chimico è trivalente, ovvero tende ad assumere nei suoi composti il numero di ossidazione +3. I suoi sali sono di colore rosa e il suo sesquiossido (Er2O3) viene chiamato erbia.
Le sue proprietà reologiche sono molto influenzate dalle impurità presenti in esso. L'erbio non riveste alcun ruolo biologico noto.

## Applicazioni
Gli usi dell'erbio sono svariati, e alcuni molto comuni: soprattutto come filtro in fotografia e, per via della sua ottima resilienza, come additivo in metallurgia. Altri usi:
- Nella tecnologia nucleare come assorbitore di neutroni.
- Come elemento drogante per le fibre ottiche per realizzare amplificatori di segnale in fibra.
- Aggiunto al vanadio, l'erbio ne abbassa la durezza e ne migliora la lavorabilità.
- L'ossido di erbio ha un bel colore rosa e per questo si usa a volte come colorante per smalti lucidi per vetro o ceramica. Il vetro all'erbio si usa spesso per lenti di occhiali da sole e bigiotteria.

## Storia
L'erbio (dal nome della cittadina svedese di Ytterby) fu scoperto da Carl Gustav Mosander nel 1843. Mosander separò l'ittria dalla gadolinite in tre distinte frazioni, che chiamò ittria, erbia e terbia. Erbia e terbia all'epoca erano però confusi; dopo il 1860 quella che era nota come terbia fu rinominata erbia e nel 1877 quella che era nota come erbia fu rinominata terbia.
Un campione di ossido di erbio (Er2O3) abbastanza puro fu isolato indipendentemente nel 1905 da Georges Urbain e Charles James.
Il metallo non fu ottenuto puro fino al 1934, quando fu preparato per la prima volta per riduzione del suo cloruro anidro con vapori di potassio.

## Disponibilità
L'erbio non si trova in natura come elemento puro, bensì combinato con altri elementi in minerali quali la monazite.
La sua separazione e purificazione sono sempre stati processi piuttosto laboriosi e costosi, anche se le tecniche di separazione basate sullo scambio ionico sviluppate nel tardo XX secolo hanno reso i lantanoidi e i loro composti molto meno costosi che in passato.
Le principali fonti di erbio sono i minerali xenotite e euxenite-(Y).
L'erbio metallico in polvere può incendiarsi spontaneamente.

## Isotopi
L'erbio in natura è una miscela di 6 isotopi stabili, 162Er, 164Er, 166Er, 167Er, 168Er e 170Er. Di essi, 166Er è il più abbondante (33,6%).
Dell'erbio sono noti 23 isotopi radioattivi; i più stabili tra essi sono 169Er (con un'emivita di 9,4 giorni), 172Er (49,3 ore), 160Er (28,58 ore), 165Er (10,36 ore) e 171Er (7,516 ore). Gli altri hanno emivite inferiori alle 3,5 ore e la maggior parte di essi inferiore ai 4 minuti.
Questo elemento presenta anche 6 stati metastabili, di cui il più stabile è 167mEr (t½ 2,269 secondi).
La principale modalità di decadimento degli isotopi più leggeri di 166Er è la cattura elettronica e conversione in isotopi di olmio; gli isotopi più pesanti invece subiscono preferenzialmente un decadimento beta e conversione in isotopi di tulio.

## Precauzioni
Come per gli altri lantanoidi, i composti di erbio sono considerati mediamente o poco tossici, benché la loro tossicità non sia ancora stata indagata in dettaglio.